# Mobscene
«Mobscene» (стилизованно под «mOBSCENE») — песня американской рок-группы Marilyn Manson. Она была выпущена в апреле 2003 года как сингл с их пятого студийного альбома The Golden Age of Grotesque (2003). Песня была номинирована на премию Грэмми за лучшее исполнение метала, но уступила Metallica «St. Anger».

## История создания
Мэрлин Мэнсон сказал, что «Mobscene» была «извлечена из самых странных частей моего воображения». До того, как написать песню, Мэнсон видел несколько фильмов Басби Беркли с женскими припевами. Затем он встретился со своей группой и сказал им, что он хочет создать песню, которая напоминает фильмы Беркли, сочинения Оскара Уайльда и паническое бегство слонов.

## Критика
В PopMatters Лэнс Тигарден назвал «Mobscene» лучшим треком на альбоме лучших хитов группы «Lest We Forget: The Best Of» (2004), написав «Здесь Мэнсон находит немного непочтительности, которую он ищет». Тигарден высоко оценил производство Sköld. Ричард Джеймс из BuzzFeed высказал мнение, что песня «доказывает, что ню-метал — величайший подарок для музыки».

## Трек-лист
- Международный CD сингл

1. «mOBSCENE»
2. «Tainted Love» (Re Tainted Interpretation)
3. «Mobscene» (из Sauerkraut Remix Rammstein)
4. «Paranoir»

- Американский CD сингл

1. «mOBSCENE»
2. «Paranoir»

## Чарты
| Чарт (2003)                              | Вершина позиции |
| ---------------------------------------- | --------------- |
| Australia (ARIA)                         | 31              |
| Austria (Ö3 Austria Top 40)              | 15              |
| Belgium (Ultratip Flanders)              | 8               |
| Belgium (Ultratop 50 Wallonia)           | 38              |
| Canada (Nielsen SoundScan)               | 4               |
| Denmark (Tracklisten)                    | 7               |
| Finland (Suomen virallinen lista)        | 16              |
| France (SNEP)                            | 61              |
| Germany (Official German Charts)         | 20              |
| Ireland (IRMA)                           | 27              |
| Italy (FIMI)                             | 9               |
| Netherlands (Single Top 100)             | 84              |
| New Zealand (Recorded Music NZ)          | 32              |
| Norway (VG-lista)                        | 20              |
| Portugal (Billboard)                     | 1               |
| Spain (PROMUSICAE)                       | 10              |
| Sweden (Sverigetopplistan)               | 18              |
| Switzerland (Schweizer Hitparade)        | 6               |
| UK Singles (The Official Charts Company) | 13              |
| US Billboard Alternative Songs           | 26              |
| US Billboard Hot Mainstream Rock Tracks  | 18              |